# Polynema grotiusi
Polynema grotiusi är en stekelart som beskrevs av Girault 1913. Polynema grotiusi ingår i släktet Polynema och familjen dvärgsteklar. Inga underarter finns listade i Catalogue of Life.